# Wout van Aert
Wout van Aert (Herentals, Amberes, 15 de setembro de 1994) é um ciclista profissional belga que corre na equipa Jumbo-Visma.
Considera-se-lhe um classicómano, graças às suas grandes atuações tanto na rota como no ciclocross. Destacou-se em grandes competições em estrada; em seus primeiros aparecimentos em corridas como a Strade Bianche, o Volta à Flandres e a Paris-Roubaix se mediu cotovelo a cotovelo com ciclistas da talha de Philippe Gilbert, Peter Sagan ou Greg Van Avermaet, conseguindo destacadas atuações. A sua corrida favorita é a Paris-Roubaix.
Na disciplina do ciclocross tem sido campeão mundial elite no 2016, 2017 e 2018, e campeão na categoria sub-23 em 2014.
Em 2021 venceu uma medalha de prata na prova de cicilismo de estrada dos Jogos Olímpicos de Verão de 2020, realizados em Tóquio.

## Biografia
Membro da equipa juvenil de Telenet-Fidea na categoria junior, Wout van Aert ganhou em 2011 o ciclocross de Ruddervoorde, a primeira rodada de Superprestige juniors 2011-2012. Uns meses mais tarde, foi medalhista de prata no Campeonato Mundial Juvenil de Ciclocross.
Evoluiu na categoria sub-23 a seguinte temporada. Ganhou a classificação geral Superprestige Espoirs, ganhando em três das oito rodadas (Zonhoven, Asper-Gavere e Gieten). Também ganhou o International Sluitingsprijs em Oostmalle e terminou segundo na Copa do Mundo. O treinador nacional Rudy De Bie considerou-o a revelação da temporada. No campeonato mundial, Wout van Aert obteve a medalha de bronze da corrida sub-23.
Em novembro de 2013, anunciou que unir-se-ia à nova equipa continental Vastgoedservice-Golden Palace em março de 2014, para decepção dos líderes de Telenet-Fidea.
Em 2014 converteu-se em campeão europeu sub-23 de ciclocross. Durante esta temporada, correu mais com frequência com a elite.
a 22 de novembro de 2014, à idade de 20 anos, ganhou a corrida da Copa do Mundo em Koksijde durante sua primeira participação numa rodada de elite da Copa do Mundo. Também ganhou cinco rodadas do Banque Bpost Trophy e quatro rodadas da Superprestige sub-23. Também se lhe permite correr o campeonato mundial com os elites e não com os menores de 23 anos. Ganhou a medalha de prata mundial por trás de Mathieu van der Poel. Uma semana depois, ganhou o ranking geral do Troféu Banque Bpost.
Começou a temporada de ciclocross 2015-2016 ganhando sucessivamente a primeira rodada da Copa do Mundo nas Vegas, logo o Superprestige, o Troféu Banque Bpost e o Soudal Classic.
Ganhou o título do Campeonato Mundial de 2016 em Heusden-Zolder, bem como as classificações finais para a Copa do Mundo, Superprestige, o Troféu Banque Bpost e o campeonato belga. Retomou a participação em provas em estrada ganhando a contrarrelógio da primeira etapa da Volta à Bélgica, por adiante do múltiplo campeão mundial Tony Martin.
Durante a temporada de 2016-2017 ganhou as duas primeiras rodadas da Copa do Mundo e terminou terceiro no Campeonato da Europa. Em janeiro de 2017, conservou seu título de campeão mundial de ciclocross. Em agosto terminou terceiro na corrida Dwars door het Hageland em Bélgica.
No entanto, ao retirar de seu rival van der Poel durante a temporada de 2017-2018, conseguiu ganhar um terceiro título mundial consecutivo. Anunciou sua intenção de participar nas clássicas de primavera de 2018 de rota. A princípios de ano, após sua temporada de ciclocross, arranjou-lhas para seguir a Greg Van Avermaet, Sep Vanmarcke, Zdeněk Štybar, Matteo Trentin e o resto de um grupo de uma dúzia de favoritos que se escapou na Omloop Het Nieuwsblad. Depois distinguiu-se na Strade Bianche, uma clássica que disputou pela primeira vez. Conseguiu o terceiro lugar na corrida por trás de Tiesj Benoot e Romain Bardet, após uma longa escapada com o francês. Terminou a corrida esgotado, obrigado a empurrar sua bicicleta na rampa final. Já um mais entre os favoritos para as clássicas de Flandres, ocupou o décimo lugar em Gante-Wevelgem e o nono em seu primeiro Volta à Flandres. Em agosto, terminou terceiro no Campeonato da Europa de Ciclismo em Glasgow.
a 17 de setembro de 2018, anunciou a rutura de seu contrato com sua equipa Vérandas Willems-Crelan. Uniu-se à formação Cibel-Cebon Offroad a 5 de outubro para a temporada de ciclocross 2018-2019. Em março de 2019, uniu-se à equipa WorldTour neerlandês Team Jumbo-Visma. Durante os campeonatos nacionais de ciclismo de estrada de Bélgica, disputados no final de junho, conseguiu proclamar-se campeão nacional de contrarrelógio e subiu-se ao pódio com um bronze na prova em estrada.
Participou em sua primeira grande volta no Tour de France de 2019, onde levou o maillot branco durante vários dias. a 15 de julho, ganhou o sprint na décima etapa entre Saint Flour e Albi. a 19 de julho, durante a contrarrelógio de Pau, caiu sobre uma barreira que o obrigou a abandonar.

### 2020
Começou no ano finalizando em undécimo lugar na Omloop Het Nieuwsblad. Depois, o calendário paralisou-se pelo COVID-19, voltando a competir na Strade Bianche. Na prova italiana conseguiu vencer em solitário, ganhando em 30 segundos ao segundo classificado Davide Formolo. Quatro dias depois finalizou em terceira posição da Milano-Torino. Seguindo com o calendário italiano, venceu em seu primeiro monumento ao vencer no sprint a Julian Alaphilippe na Milão San-Remo, sendo o primeiro belga em vencer nesta prova desde Andréi Chmil em 1999. Venceu em 1.ª etapa do Critério do Dauphiné, com final em Saint-Christo-en-Jarez colocando-se como maillot amarelo da prova, liderança que cedeu na seguinte etapa em favor de seu colega Primož Roglič. Na 5.ª etapa do Tour de France, se alçou com a vitória depois de vencer no sprint. Dois dias mais tarde, voltou a vencer em 7.ª etapa ao sprint, sendo o primeiro belga com dois triunfos ou mais no mesmo Tour desde 2007. À semana seguinte de terminado o Tour de France, vai a sua primeira cita mundialista, em Imola 2020, onde parte como favorito nas provas de estrada e contrarrelógio. Na contrarrelógio consegue um mais que meritório segundo posto ante um espectacular Filippo Ganna, que lhe tinha vantagem em 26 segundos. Completaria o pódio o suíço Stefan Küng, ao que somou em 3 segundos. Dois dias mais tarde na prova de rota, a seleção belga faz um grande trabalho pensando em suas opções de vitória, mas finalmente na segunda ascensão da última volta, não consegue aguentar a mudança de ritmo do francês Julian Alaphilippe, que finalmente levar-se-ia a vitória. Por detrás Van Aert, Marc Hirschi, Primož Roglič, Jakob Fuglsang e Michał Kwiatkowski colaboram sem sucesso na perseguição do francês, e a prata disputa-se ao sprint no que Van Aert é claramente superior e bate a Marc Hirschi, chegando os cinco a 24 segundos do ganhador. Reaparece depois de várias semanas sem competir na Gante-Wevelgem, onde partia como favorito junto a Mathieu van der Poel e tinha previsto se provar face ao Volta à Flandres e a Paris-Roubaix. No entanto, depois de se vigiar demasiado durante toda a corrida, não disputam o sprint final, no que se alça com a vitória Mads Pedersen, já que quando Matteo Trentin realiza o corte ganhador, Van Aert e van der Poel se vigiam e não colaboram para o fechar, e no sprint a dois Van Aert terminam por adiante de van der Poel, acabando oitavo. Depois de uma semana, fecha a temporada no Volta à Flandres, onde Julian Alaphilippe provoca uma mudança de ritmo ao que num princípio só Mathieu van der Poel pode contestar, mas aproveitando um trecho de pavé, Van Aert consegue entrar, e depois do choque de Alaphilippe com uma moto, fica num cara a cara entre Van Aert e van der Poel, resolvido no sprint final a favor do neerlandês, depois de lançar Van Aert tarde o sprint e ter que recorrer à foto-finish.

## Palmarés

### Ciclocross
As cinco séries anuais de ciclocross, por ordem de importância, são: